# Chalamont

Chalamont este o comună în departamentul Ain din estul Franței.